# Белорусская автокефальная православная церковь
Белору́сская автокефа́льная правосла́вная це́рковь — название нескольких религиозных организаций, объявивших себя автокефальной (то есть независимой) церковью Белоруссии и белорусской диаспоры. C 1944 года — в эмиграции. Традиционно БАПЦ возводит своё происхождение к Литовской митрополии, созданной Константинопольским патриархатом (1330) по просьбе великого князя литовского Гедимина, и возглавляемой митрополитом Феофилом. С 1415 по 1418 года ею руководил Григорий (Цамблак), назначенный собором епископов без благословения Константинопольского патриарха.
Предстоятель — Святослав (Логин), архиепископ Новогрудский.
Главный храм — Кафедральный собор святого Кирилла Туровского в Нью-Йорке.
На территории Белоруссии существует приход святой Евфросинии Полоцкой в Минске (настоятель — протоиерей Леонид Акалович).

## Предыстория
Первые попытки провозглашение автономии Белорусской церкви были предприняты в 1923 году, когда в Минске состоялся Собор мирян и духовенства под руководством епископа Мелхиседека (Паевского) (1919 — 23 июля 1922, 1926 — 12 июля 1927), на котором Мелхиседек был провозглашён митрополитом и была предпринята попытка создать автономную Белорусскую церковь, независимую в управлении от Московского патриархата, что не получило одобрения ни обновленческого ВЦУ ни патриарха Тихона.
Период немецкой оккупации Беларуси 1941–1944 годы связан с возникновением фактически независимой митрополии, организованной по инициативе белорусского национального актива и руководства генерального комиссариата «Беларусь». В 1942 году немецкие власти заставили оставшийся епископат провести Всебелорусский церковный собор. Несмотря на произошедшее в 1942 года усвоение митрополией официального наименования «Святая Православная Автокефальная Белорусская Церковь», входившие в её состав иерархи отказались осуществить неканоничное провозглашение полной церковной независимости. Более того, устав Белорусской митрополии предполагал возможность усвоения автокефального статуса только после получения согласия со стороны всех Поместных Православных Церквей.
Развитие наступательной операции Красной армии повлекло за собой эвакуацию белорусского епископата и нескольких десятков клириков на Запад. В условиях эмиграции продолжилась деятельность Собора епископов, Священного Синода СПАБЦ и синодальной канцелярии, что по-влекло за собой возникновение Белорусской митрополии в диаспоре во главе с митрополитом Пантелеимоном (Рожновским). Не отходя от наименования «Святая Православная Автокефальная Белорусская Церковь», что требовало бы проведения соответствующих изменений в Уставе, белорусские архиереи уже с начала 1945 г. стали позиционировать представляемую ими религиозную организацию с употреблением неофициального наименования — Белорусская митрополия.
После полутора лет пребывания в Западной Европе белорусский епископат негласно инициировал вопрос перехода в юрисдикцию Русской Православной Церкви Заграницей. 10 января 1946 г. иерархи СПАБЦ направили официальное обращение с просьбой о присоединении к Русской Зарубежной Церкви «на правах, равных со всеми православными зарубежными епископами до времени открытия возможности возвращения на родную землю».  На заседании Архиерейского Синода РПЦЗ, проходившем 23 февраля 1946 г., прошение белорусских архиереев было удовлетворено.  Произошедшее фактически завершило историю независимого существования СПАБЦ.

## Создание
Среди белорусской эмиграции нашлись и активные сторонники автокефалии, которые обратились за помощью к неканонической Украинской автокефальной православной церкви (УАПЦ) с просьбой создать для них Белорусскую автокефальную православную церковь. Глава УАПЦ Поликарп (Сикорский) благословил епископа Сергия (Охотенко) принять их под свой омофор.
5 июня 1948 года в городе Констанце был проведён Собор, объявивший о создании Белорусской автокефальной православной церкви и избравший её архиепископом Сергия (Охотенко).
В 1949 году епископом БАПЦ был избран мирянин, незадолго до избрания принявший монашеский сан, Василь (Тамащук), который стал секретарём БАПЦ. После разрешения выезда белорусских эмигрантов из Германии архиепископ Сергий выехал в Австралию, а епископ Василь — в США. В начале 1950-х годов лидеры церкви и большинство её приверженцев переселились в Канаду и США.
В 1968 году были рукоположены ещё два епископа БАПЦ. В конце 1960-х — начале 1970-х несколько приходов БАПЦ перешли в Американскую архиепископию Константинопольского патриархата. Из них в 1971 году был создан Белорусский совет православных церквей в Северной Америке.
В 1972 году после смерти архиепископа Сергия первоиерархом БАПЦ был выбран епископ Андрей (Крит), которому был присвоен титул митрополита.
В 1973 году БАПЦ разделилась на две епархии — Американо-Австралийскую и Канадско-Европейскую. В 1980 году в среде иерархии БАПЦ начались внутренние конфликты, которые привели после смерти митрополита Андрея в 1983 году к расколу на две группы, каждая из которых избрала собственного митрополита. Под руководством митрополита Изяслава (Бруцкого) оказались 3 прихода в Англии, 2 в Австралии и 1 в США, а под руководством митрополита Николая (Мацукевича), которого предал анафеме Собор епископов БАПЦ (группировки Изяслава) — 5 приходов в США, один в Канаде и один в Австралии.

## БАПЦ после 1991 года
После 1991 года начали предприниматься попытки перенести деятельность БАПЦ на территорию Белоруссии, не имевшие, однако, успеха. Единственной попыткой построить здание БАПЦ в Белоруссии была осуществлена в 2002 году в посёлке Пограничный Гродненской области Иваном Спасюком — бывшим священником РПЦ, изверженным из сана и объявившим себя главой БАПЦ в Белоруссии (однако, сама БАПЦ его не признаёт). Недостроенное здание было вскоре демонтировано по решению Гродненского облисполкома за нарушение условий строительства. Иван Спасюк организовывает затем свою Белорусскую народную церковь и входит с ней во Всемирный Американский Патриархат — ещё одну белорусскую церковь, в которую принимают и рукополагают в епископов и патриархов всех желающих. Там же, вероятно, получил титул патриарха и глава созданной в начале 1990-х годов Белорусской народной автокефальной православной церкви (БНАПЦ), не признаваемой БАПЦ, Пётр Гуща, привлекавшийся к уголовной ответственности по обвинению в растлении малолетних, но осуждённый за злостное хулиганство. После суда эмигрировал из Белоруссии.
Периодически на оппозиционных митингах в Минске перед телекамерами появляются неизвестные люди, одетые в одежду православных священников, которые скандируют лозунги вместе с другими митингующими. БАПЦ отвергает их принадлежность к своей юрисдикции и называет их приверженцами «Всемирного Американского Патриархата».
За рубежом после кончины одного из митрополитов — Николая (Мацукевича) (2002 год), второй — Изяслав (Бруцкий) объединил обе части расколовшейся ранее БАПЦ под своим началом. Однако ещё одним новым митрополитом и главой БАПЦ объявил себя Александр Сологуб — которого ранее рукоположил во епископы митрополит Николай (за три недели Сологуб прошёл путь от мирянина до епископа), а через месяц он же и отлучил Сологуба от БАПЦ. Тогда Сологуб вместе с сербским епископом Дамаскиным рукоположил в епископа серба Иоанна (Пурича), а после смерти Николая (Мацукевича) объявил себя главой БАПЦ. К этой группировке в 2003 году присоединился Иван Спасюк, который затем, вместе с Йованом Пуричем низложили Сологуба, но признания другой части БАПЦ всё равно не получили.
В 2000-х годах центром БАПЦ стал кафедральный собор святого Кирилла Туровского в Бруклине. При соборе существует приходской совет, состоящий в основном из националистов-эмигрантов новой волны. Собор часто используется для общественных мероприятий, из церковной практики сохранились лишь некоторые внешние атрибуты. Фактическое управление от имени престарелого Изяслава осуществляют Борис Данилюк, Зенон Позняк, Вячеслав Логин, Николай Саганович, Александр Сильванович (умер в 2007 году).
В 2005 году викарный епископ Барановичский и Бруклинский Василий (Костюк), перешедший в 2004 году в БАПЦ из РПЦ, наложил анафему на Данилюка и исключил ряд членов приходского совета БАПЦ по обвинению в неофашизме и превращению церковной общины в псевдохристианскую националистическую тоталитарную секту, весьма далёкую от Церкви. Несогласные с исключением и их сторонники во главе с секретарём Консистории БАПЦ Борисом Данилюком не подчинились такому решению и заблокировали церковь в Бруклине. Лишившись реальной власти, Василий вышел из БАПЦ и основал новую организацию «Греко-православные приходы на Беларуси». В его организацию переходят люди, не желающие состоять в РПЦ, но и не приемлющие антирусскую и радикально-националистическую деятельность БАПЦ. Кроме того, это единственный «первосвященник», понимающий необходимость согласия Московского и Константинопольского патриархатов для провозглашения автокефалии.
В 2005 году митрополит Изяслав предал анафеме Бориса Данилюка. В ответ Данилюк поместил Изяслава в дом престарелых и сделал невозможным какой-либо доступ к нему. Изяслав умер в ноябре 2007 года.
В 2007 году скончался формальный глава БАПЦ Изяслав (Бруцкий). К тому времени БАПЦ (Изяслава-Данилюка) насчитывала: 1 приход в Канаде (Торонто), 2 в США (Бруклин и Гайлен Парк), 1 в Великобритании (Манчестер) и 2 в Австралии (Аделаида, Мельбурн). Однако реально действующими являются только два прихода — в Бруклине и Гайлен-Парке; Церкви в Аделаиде, Нью-Джерси и Манчестере стояли пустые и разрушались.
В ноябре 2020 года Белорусская автокефальная православная церковь отлучила от церкви и предала анафеме Александра Лукашенко как «одержимого дьяволом». Решение было принято в канадском городе Торонто архиепископом Святославом Лонгиным во время богослужения.